# The Song of Lunch
The Song of Lunch és una adaptació televisiva de 2010 del poema del mateix nom escrit per Christopher Reid. Va ser dirigida per Niall MacCormick i protagonitzada per Alan Rickman i Emma Thompson. Emesa eñ 9 d'octubre de 2010, en el marc del Mes Nacional de la Poesia, aquesta producció és poc usual pels pocs diàlegs parlats, centrant-se l'acció en un seguit d'esdeveniments descrits segons un monòleg poètic realitzat pel personatge masculí.
L'argument explica la història d'una reunió entre dos antics amants en un restaurant italià del Soho. El personatge de Rickman, 'he' o 'ell', en català, és un editor londinenc que escriu poesia en el seu poc temps lliure (de manera poc exitosa). El personatge de Thompson, 'she' o 'ella', en català, és una antiga amanat que el va deixar per casar-se amb un novel·lista d'èxit quinze anys abans.
La producció té una durada de 50 minuts i és una coproducció de la BBC i Masterpiece; va ser rodada en format anamòrfic de 2.35:1.